# Àguila de l'Índia
L'àguila de l'Índia (Clanga hastata) és un ocell rapinyaire de la família dels accipítrids (Accipitridae). Viu en diversos hàbitats a l'Àsia meridional, al nord de l'Índia, des de la vall del Ganges cap a l'est fins Bangladesh, Assam i Manipur, i al sud de l'Índia. En hivern arriba fins a Myanmar. El seu estat de conservació es considera vulnerable.
Se l'ha considerat una subespècie d'Aquila pomarina.